# Фиксаж
Фиксаж (фр. fixage, от лат. fixus — прочный, закреплённый), или закрепитель в фотографии — водный раствор веществ, способных переводить галогениды серебра, находящиеся в фотоматериале, в растворимые соединения.

## Сущность фиксирования
Для приготовления фиксажа обычно используют неорганические тиосульфаты, наиболее доступным из которых является тиосульфат натрия. Пригодность тиосульфата в качестве фиксирующего вещества была обнаружена Джоном Гершелем в 1819 году. Однако, практическое применение его свойств началось лишь двадцать лет спустя, после изобретения первых технологий фотографии — дагеротипии и калотипии. Фиксаж применяется обычно в виде водного раствора, в специальных целях — в виде пасты или геля.
При проявлении происходит восстановление серебра из экспонированных кристаллов галогенидов серебра, входящих в фотоэмульсионный слой. Тем самым скрытое изображение преобразуется в видимое.
{\displaystyle {\mathsf {AgHal\rightarrow Ag+Hal^{-}}}}
Однако полученное видимое изображение ещё не готово к просмотру:
- в оставшихся непроэкспонированными галогенидах серебра под действием видимого света произойдёт восстановление серебра, и через некоторое время изображение станет абсолютно чёрным.
- проявленный негатив непрозрачен и непригоден для фотопечати.

Фиксирование заключается в удалении неэкспонированных галогенидов серебра из фотоэмульсии, сохранившихся после проявления. Процесс состоит из двух стадий: преобразование галогенидов в растворимые соединения, обычно комплексные соли серебра, и окончательная промывка, во время которой они удаляются из эмульсии. Если планируется длительное хранение обработанных фотоматериалов — рекомендуется пользоваться стоп-ванной (раствором гидрокарбоната или карбоната натрия) или применять растворы веществ, разрушающих тиосульфат (пероксид водорода с аммиаком).
При химическом фиксировании применяются ионы тиосульфата, которые можно получить при растворении, например, тиосульфата аммония. Чаще всего используется тиосульфат натрия.
{\displaystyle {\mathsf {AgHal+2Na_{2}S_{2}O_{3}\rightarrow Na_{3}[Ag(S_{2}O_{3})_{2}]+NaHal}}}
Так как процесс фиксирования ускоряется в кислой среде, то в фиксаж добавляют метабисульфит калия (метабисульфит натрия) или небольшое количество кислоты, обычно уксусную кислоту с сульфитом натрия (для стабилизации раствора и повышения его буферной ёмкости).
Процесс фиксирования часто сочетают с дублением фотоэмульсионного слоя, что улучшает его сохранность и снижает риск появления царапин при хранении и печати негатива. Для этого применяют дубящий фиксаж, содержащий обычно алюмокалиевые квасцы.
Известны рецептуры фиксирующих проявителей, в состав которых входит тиосульфат натрия. При этом совмещаются два процесса — проявление и фиксирование.

## Наиболее распространённые рецептуры

### Нейтральный фиксаж
Фиксирование фотоматериалов может производиться в растворе одного вещества (тиосульфата натрия), но такие фиксажи имеют ряд недостатков. К недостаткам нейтральных фиксажей относят достаточно высокий уровень pH, низкую кислотно-основную буферную ёмкость. В случае заноса в раствор фиксажа проявляющих веществ не исключена вероятность восстановления серебра из серебряно-тиосульфитных комплексов в растворе. В фотографическом слое это может привести к образованию дихроичной вуали. При использовании нейтральных фиксажей необходимо производить тщательную промывку фотоматериала после проявления (перед фиксированием) или применять стоп-ванну (кратковременная обработка проявленного фотоматериала в слабом растворе уксусной кислоты или в растворе метабисульфита или бисульфита калия или натрия).
- Нейтральный фиксаж

Тиосульфат натрия — 250,0 г.
Вода — до 1 л.
Время обработки фотоплёнки 10 минут при температуре + 20 °С

### Быстрый фиксаж
Быстрые фиксажи действуют примерно в два раза быстрее за счёт использования тиосульфата аммония, либо введения катионов аммония в раствор с помощью добавки аммонийных солей. На практике наибольшее распространение получила смесь тиосульфата натрия и хлорида аммония. Применение быстрых фиксажей ограничено их раздубливающими свойствами.
- Быстрый фиксаж

Тиосульфат натрия — 250,0 г.
Хлорид аммония — 50 г.
Метабисульфит калия — 20,0 г.
Вода — до 1 л.
Время обработки фотоплёнки 3 минуты при температуре + 20 °С

### Кислый фиксаж

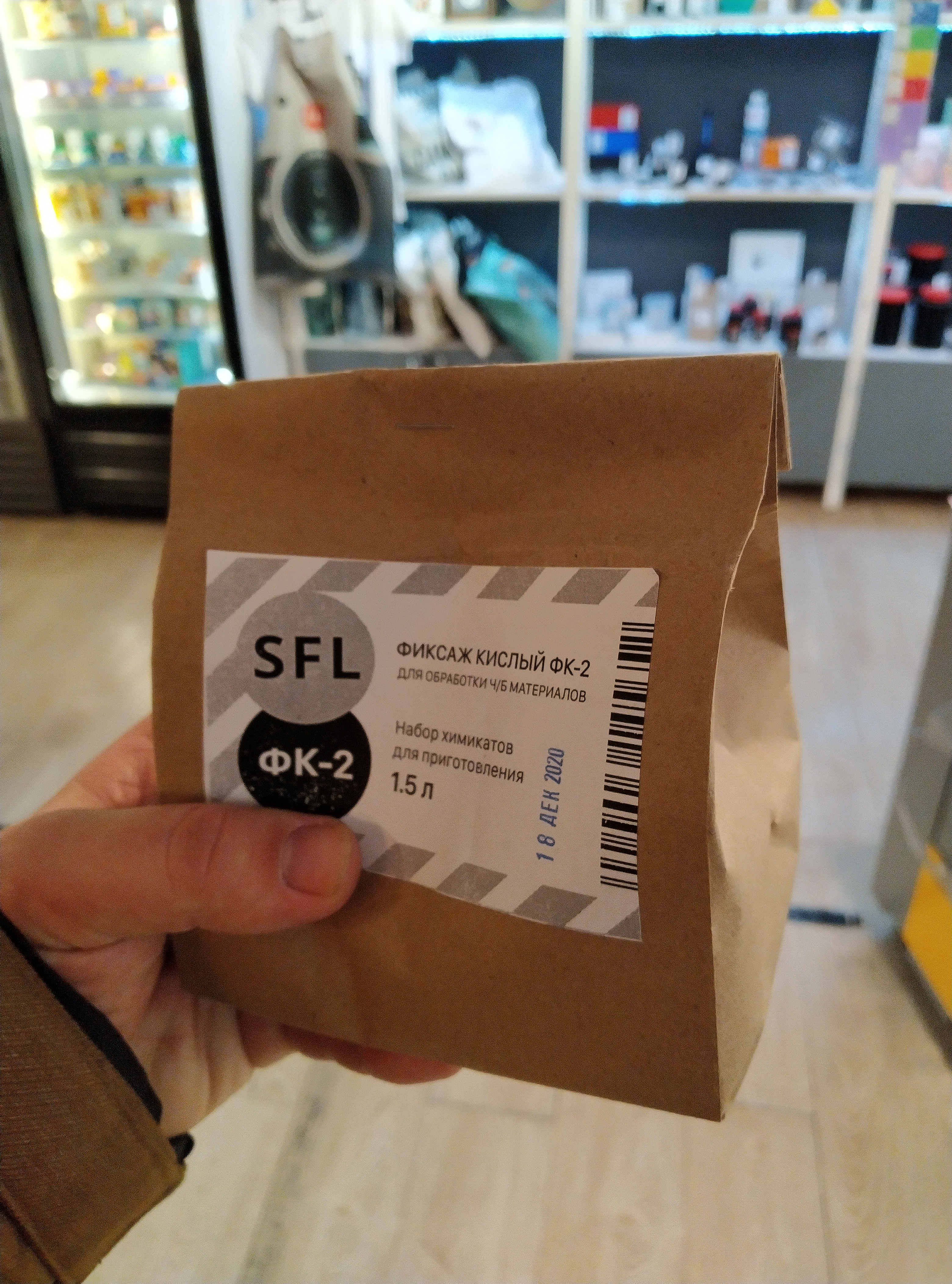
Упаковка фиксажа

Содержит метабисульфит или бисульфит калия или натрия. В таком фиксаже действие проявляющих веществ, занесённых с фотослоем, быстро прекращается, так как в кислой среде нейтрализуются щелочные компоненты проявляющего раствора. 

Другие рецептуры кислых фиксажей основаны на добавлении в раствор тиосульфата натрия уксусной или соляной кислоты. Так как непосредственное введение кислоты приводит к разложению тиосульфата (выделяется мелкодисперсная свободная сера), предварительно растворяют сульфит натрия (Na2SO3). При этом также повышается буферная ёмкость раствора фиксажа.
- Кислый фиксаж

Тиосульфат натрия — 200,0 г.
Метабисульфит калия — 20,0 г.
Вода — до 1 л.
Время обработки фотоплёнки 10 минут при температуре + 20 °С
- Кислый фиксаж

Тиосульфат натрия — 200,0 г.
Сульфит натрия безводный — 20,0 г.
Уксусная кислота 98 % — 10 мл.
Вода — до 1 л.
Время обработки фотоплёнки 10 минут при температуре + 20 °С

### Дубящий фиксаж
Дубящие фиксажи наряду с растворением галогенида серебра повышают прочность желатиновых фотографических слоёв, уменьшают набухание желатины и улучшают сушку. В основном в роли дубящего вещества в растворах выступают алюмокалиевые или хромокалиевые квасцы, реже — растворы формальдегида.
Дубящие фиксажи нашли применение при повышенной температуре окружающей среды, когда не было возможности контролировать температуру растворов (так называемые «тропические фиксажи»).
- Дубящий фиксаж

Тиосульфат натрия — 200,0 г.
Сульфит натрия безводный — 12,0 г.
Алюмокалиевые квасцы — 12 г.
Вода — до 1 л.
Время обработки фотоплёнки 2 минуты при температуре + 30 °С

### Фиксирующие проявители
Известны рецептуры проявителей, в состав которых входит тиосульфат натрия. 

Фиксирующие проявители применялись с целью сокращения общего времени обработки фотоплёнки, а также в виде геля в комплектах одноступенчатого процесса (фотоаппараты фирмы Polaroid, «Момент», «Фотон»).
- Фиксирующий проявитель для фотоплёнок «Фото-32», «Фото-65»

Метол — 5,0 г.
Сульфит натрия безводный — 40,0 г.
Гидрохинон — 6,0 г.
Карбонат калия — 40,0 г.
Бромид калия — 3,0 г.
Тиосульфат натрия — 50,0 г.
Вода — до 1 л.
Время проявления на две минуты больше, чем указано на упаковке фотоплёнки при температуре + 20 °С

## Промывка после фиксирования
После фиксирования фотоплёнка и фотобумага нуждаются в тщательной промывке, поскольку остатки тиосульфата натрия при хранении разлагаются с выделением серы и со временем способны испортить изображение. Если планируется длительное хранение обработанных фотоматериалов, то рекомендуется пользоваться стоп-ванной (раствором гидрокарбоната или карбоната натрия) или применять растворы веществ, разрушающих тиосульфат (пероксид водорода с аммиаком).

## Утилизация отработанных растворов
Отработанный фиксаж собирают для извлечения из него соединений серебра.